# Robert Petschow
Robert Petschow (* 1. März 1888 in Kolberg; † 17. Oktober 1945 in Haldensleben) war Ballonfahrer, Fotograf und Sportfunktionär.
Am 11. August 1911 wurde Robert Petschow als stud. ing in Danzig Freiballonführer im Westpreussischen VfL. Während des Ersten Weltkrieges war Petschow Fesselballonbeobachter im Range eines Leutnants in Polen, Frankreich und Belgien. Möglicherweise war es die Tätigkeit als Ballonbeobachter, die ihn mit der Fotografie zusammenführte, in der er seit 1920 freischaffend tätig war. Seine Bilder erschienen in dem renommierten fotografischen Jahrbuch „Das deutsche Lichtbild“, in dem er zusammen mit Fotografen wie Karl Blossfeldt, Albert Renger-Patzsch, Chargesheimer und Erich Salomon präsentiert wurde. Der Bildband „Land der Deutschen“, der 1931 von Robert Diesel herausgegeben wurde und viele Fotografien von Petschow enthält, erfuhr – für einen Fotobildband eher ungewöhnlich – sogar vier Auflagen. In das Jahr 1931 fiel auch seine Reise mit dem Luftschiff LZ 127, dem „Graf Zeppelin“ nach Ägypten. Er nahm als inoffizielles Besatzungsmitglied teil, um die Fahrt fotografisch zu dokumentieren. 1936, im Alter von 48 Jahren, trat Petschow im Rang eines Hauptmanns in die Luftwaffe ein und beendete seine Tätigkeit als leitender Redakteur bei der Tageszeitung „Der Westen“, die er seit 1930 ausübte. Aus den folgenden Jahren fehlen Angaben zu Petschow.
Robert Petschow verstarb im Alter von 57 Jahren am 17. Oktober 1945 in Haldensleben, nachdem er kriegsbedingt seine Wohnung in Berlin-Steglitz verlassen musste. Er hinterließ dort ein Bildarchiv mit ca. 30.000 Luftaufnahmen, das dem Krieg zum Opfer fiel. Von seinen Zeitgenossen wurde Petschow als humorvoller Mensch mit großem Erzähltalent beschrieben.

## Ballonsport

Hugo von Abercron

Robert Petschow erneuerte bereits 1922 mit einer Fahrt seine Lizenz als Freiballonführer. Am 11. Oktober 1925 unternahm der den 1000. Ballonaufstieg des Startplatzes in Bitterfeld. Petschow gehörte mit Hugo von Abercron und Richard Schütze zu den aktivsten deutschen Ballonfahrern zwischen den Kriegen. Robert Petschow war auch für den Verband tätig. Er war seit 1926 leitender Redakteur der Zeitschrift „Die Luftfahrt“ und wurde 1927 Mitglied im Freiballonausschuss des Deutschen Luftfahrt-Verbandes (D.L.V) und dessen Geschäftsführer. 1930 erhielt er als erster Freiballonführer mit der großen Adlerplakette des D.L.V. die höchste Auszeichnung des Reichsausschusses für Leibesübungen. 1931 ist Robert Petschow auch als Leiter der Ballongruppe des Berliner Vereins für Luftschifffahrt genannt. Am 14. Dezember 1935 absolvierte er von Bitterfeld aus seine 400. Fahrt. Es gehörte im Deutschland der 1930er Jahre zu den Ballonführern mit den meisten Fahrten.

## Sportliche Erfolge
- 11./12. Februar 1914 ab Bitterfeld mit Ballon „Leipzig II“ zusammen mit Rode und Schilling in 22:08 h in das 950 km entfernte Filipstad/Schweden.
- 11. April 1926 1. Platz bei einer Zielwettfahrt des Bitterfelder Vereins für Luftfahrt mit Ballon „Bussard“
- 16. Mai 1926, 1. Platz bei einer Weitwettfahrt des D.L.V. mit Ballon „Bussard“ in 7:51 h in das 214 km entfernte Zierenberg bei Kassel
- 1929 1. Platz beim DLV-Pokal ab Bitterfeld mit Ballon „Bitterfeld IX“ in das 670 km entfernte Reims/Frankreich.
- 10. Mai 1930 1. Platz bei Ausscheidungsfahrt um den D.L.V-Wanderpokal in Bitterfeld
- 30. September 1933 1. Platz beim Wanderpreis für Wasserstoffballone ab Bitterfeld mit Ballon „Union“ mit Richard Jahre vom Berliner VfL in 23:40 h in das 300 km entfernte Gletschendorf/Holstein.
- 15. September 1935 1. Platz beim D.L.V.-Wanderpreis mit Ballon „Bruno Lörzer“ in 8:09 h in das 250 km entfernte Mückenberg